# Губановка (Курская область)
Губановка — деревня в Медвенском районе Курской области России. Входит в состав Китаевского сельсовета.

## География
Деревня находится на юге центральной части Курской области, в пределах Среднерусской возвышенности, в лесостепной зоне, на левом берегу реки Полной, на расстоянии примерно 10 километров (по прямой) к северо-востоку от Медвенки, административного центра района. Абсолютная высота — 194 метра над уровнем моря.

### Климат
Климат характеризуется как умеренно континентальный, с тёплым летом и умеренно холодной зимой. Среднегодовая температура воздуха — 5,5 °C. Абсолютный минимум температуры воздуха самого холодного месяца (января) составляет −37 °C; абсолютный максимум самого тёплого месяца (июля) — 35 °C. Безморозный период длится около 151 дня в году. Среднегодовое количество атмосферных осадков составляет 587 мм, из которых большая часть выпадает в тёплый период.
| Показатель                                                                     | Янв. | Фев. | Март | Апр. | Май  | Июнь | Июль | Авг. | Сен. | Окт. | Нояб. | Дек. | Год  |
| ------------------------------------------------------------------------------ | ---- | ---- | ---- | ---- | ---- | ---- | ---- | ---- | ---- | ---- | ----- | ---- | ---- |
| Средний суточный максимум, °C                                                  | −4,1 | −3,1 | 2,8  | 13   | 19,3 | 22,6 | 25,3 | 24,6 | 18,2 | 10,6 | 3,4   | −1,2 | 11,0 |
| Средняя температура, °C                                                        | −6,2 | −5,7 | −0,8 | 8,2  | 14,7 | 18,3 | 20,9 | 20   | 14   | 7,2  | 1,1   | −3,2 | 7,4  |
| Средний суточный минимум, °C                                                   | −8,7 | −8,9 | −4,9 | 2,6  | 9    | 12,9 | 15,7 | 14,8 | 9,6  | 3,9  | −1,2  | −5,3 | 3,3  |
| Норма осадков, мм                                                              | 50   | 43   | 46   | 48   | 60   | 68   | 70   | 54   | 57   | 57   | 45    | 48   | 646  |
| Источник: Погода по месяцам c ru.climate-data.org(дата обращения: Апрель 2022) |      |      |      |      |      |      |      |      |      |      |       |      |      |

### Часовой пояс
Деревня Губановка, как и вся Курская область, находится в часовой зоне МСК (московское время). Смещение применяемого времени относительно UTC составляет +3:00.

## Население
| 2002 | 2010 |
| ---- | ---- |
| 150  | ↘128 |

### Половой состав
По данным Всероссийской переписи населения 2010 года в половой структуре населения мужчины составляли 44,5 %, женщины — соответственно 55,5 %.

### Национальный состав
Согласно результатам переписи 2002 года, в национальной структуре населения русские составляли 98 %.

## Инфраструктура
Личное подсобное хозяйство. В деревне 59 домов.

## Транспорт
Губановка находится в 10,5 км от автодороги федерального значения М2 «Крым» (часть европейского маршрута E 105), в 6,5 км от автодороги межмуниципального значения 38Н-236 (М-2 «Крым» — Полевая), при автодороге 38Н-237 (М-2 «Крым» — Полный — 38Н-236), в 22 км от ближайшего ж/д остановочного пункта Колодное (линия Клюква — Белгород).
В 92 км от аэропорта имени В. Г. Шухова (недалеко от Белгорода).